# Heterusia conna
Heterusia conna là một loài bướm đêm trong họ Geometridae.